# NGC 3960
NGC 3960 est un amas ouvert,, situé dans la constellation du Centaure. Il a été découvert par l'astronome écossais James Dunlop en 1834.
Selon la classification des amas ouverts de Robert Trumpler, cet amas renferme entre 50  et 100 étoiles (lettre m) dont la concentration est forte (I) et dont les magnitudes se répartissent sur un intervalle moyen (le chiffre 2). La classification de Lynga est la même, mais il ajoute :b, ce qui signifie que NGC 3960 fait partie d'un double amas.

## Observation
Avec une magnitude visuelle de 6,5, on peut observer l'amas avec de petites jumelles.

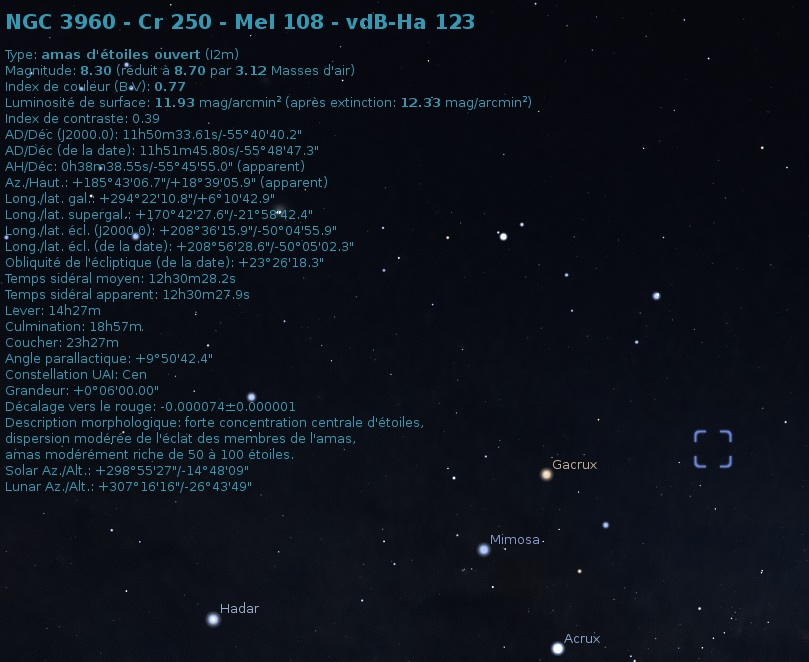
Localisation de NGC 3960 dans la constellation de Centaure. (Stellarium)

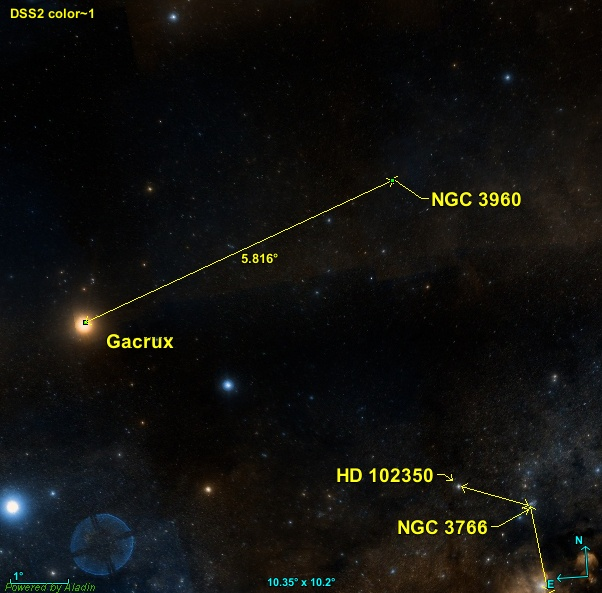
Position de NGC 3960 par rapport à une étoile.

NGC 3960 est situé à environ 5,8 degrés au nord-ouest de Gacrux (Gamma Crucis).

## Caractéristiques

### Distance
La parallaxe moyenne des étoiles de l'amas a été obtenue des mesures effectuées par le satellite Gaia. Cinq valeurs différentes publiées dans de récents articles (2018 à 2021) sont indiquées sur la base de données Simbad : 0,418 ± 0,026 0 mas, 0,404 ± 0,042 mas, 0,400 ± 0,039 mas, 0,400 ± 0,002 mas et 0,400 ± 0,039 mas. La moyenne de ces valeurs et de leur incertitude est égale à 0,404 4 ± 0,029 6, ce qui correspond à une distance de 3 473+195
−169 pc.

### Taille
Selon les sources, la taille de l'amas est comprise entre 6', et 8,5',. Grâce à un calcul simple, on peut trouver la taille réelle de l'amas. En utilisant la plus grande taille apparente et la plus grande distance, on obtient la taille réelle maximale soit 21,52 al. De même en utilisant la plus petite taille apparente et la plus petite distance, on obtient la plus petite taille réelle, soit 13,12 al. De ces deux valeurs, on déduit que la taille de l'amas est égale à 17,3 ± 4,2 al.

### Vitesse
Cinq valeurs de la vitesse radiale sont indiquées sur Simbad, soit −22,53 ± 0,15 km/s, −22,0 ± 1 km/s et −22,60 ± 0,117 km/s, −21,993 ± 0,774 km/s et −22,54 ± 0,39 km/s. La moyenne de ces valeurs et de leur incertitude est égale à −22,33 ± 0,50 km/s.

### Mouvement propre
Simbad indique sept couples de valeurs pour le mouvement propre de l'amas, dont cinq provenant d'articles publiés entre 2018 et 2021 sont très semblables. Les deux autres provenant d'articles publiés en 2014 et 2017 sont totalement différents. Les valeurs de ces cinq couples en ascension droite et en déclinaison sont :
- −6,515 ± 0,069 mas/an et 1,881 ± 0,070 mas/an[9]
- −6,520 ± 0,100 mas/an et 1,857 ± 0,097 mas/an[10]
- −6,522 ± 0,088 mas/an et 1,853 ± 0,082 mas/an[11]
- −6,522 ± 0,006 mas/an et 1,853 ± 0,006 mas/an[7]
- −6,522 ± 0,088 mas/an et 1,853 ± 0,082 mas/an[12]

Les valeurs moyennes du mouvement propre obtenues de ces cinq valeurs en ascension droite et en déclinaison, ainsi que de leurs incertitudes sont  égales à −6,520 ± 0,070 mas/an et 1,859 ± 0,067 mas/an.
Les deux autres couples sont passablement différents et imprécis. Ils proviennent d'articles moins récents (2014 et 2017). Ces deux couples sont :
- −4,75 ± 4,46 mas/an et 3,97 ± 4,40 mas/an[17]
- −4,750 ± 0,330 mas/an et 3,970 ± 0,320 mas/an[15]

### Métallicité
Six valeurs de la métallicité sont indiquées sur Simbad, soit -0,03, 0, -0,06, 0,03, -0,04,. Selon ces valeurs, le pourcentage d'éléments lourds (plus lourd que l'hydrogène et l'hélium) de cet amas est compris entre de 87% (100,06) et 107% (100,03) de celui du Soleil.

### Âge
La base de données WEBDA ainsi que le catalogue Lynga indique un âge donnée par log10 = 8,822,, ce qui correspond à 108,822 = 664 millions d'années.

## Étoiles
Simbad montre aussi un bouton nommé Children. En cliquant sur ce bouton, on atteint une section de cette base de données qui renferme un tableau contenant 784 entrées, dont 425 Children, pour NGC 3960. Cependant, des étoiles (les Children) peuvent apparaître plusieurs fois dans la deuxième colonne du tableau, d'où le nombre de liens bibliographiques qui est supérieure au nombre d'étoiles. La quatrième colonne de ce tableau indique la probabilité que l'étoile appartienne à l'amas. En cliquant sur le titre de cette colonne, on peut classer la probabilité par ordre croissant ou décroissant. En cliquant sur la désignation de l'étoile, on atteint la page de Simbad qui résume ses propriétés. 
Selon Llorente et Morales-Durán NGC 3960 renferme au moins une étoile traînarde bleue.